# Amazar
Amazar (ros. Амазар) – osiedle typu miejskiego w Rosji, w Kraju Zabajkalskim, w rejonie mogoczińskim. W 2010 liczyło 2374 mieszkańców.